# El Bosc d'Anykščiai
El Bosc d'Anykščiai (en lituà: Anykščių šilelis), és un poema escrit per Antanas Baranauskas i publicat el 1861 per Laurynas Ivinskis, és una obra literària puntal a la història de la literatura lituana.
El poema expressa la llarga relació entre el poble lituà i els seus boscos. Va ser inspirat per la poesia d'Adam Mickiewicz i guarda similituds amb la poesia romàntica de Wordsworth i d'altres obres similars de principi del segle xix, però transmet significats addicionals relacionats amb l'opressió rebuda al país de Lituània durant la seva inclusió durant el segle xix a l'Imperi Rus.